# Luis Alberto Romero (futbolista)
Luis Alberto Romero Santos (Barros Blancos, Canelones, 15 de junio de 1968), también conocido como "Lucho" Romero, es un exfutbolista uruguayo, partícipo del Segundo Quinquenio de Peñarol.

## Trayectoria
Después de jugar en Sud América, el Lucho Romero empezó a hacerse conocido en el ambiente del fútbol gracias a una gran campaña en 1993 con la camiseta de Basáñez saliendo campeones de Segunda División, compartiendo una temible dupla de ataque con "Juanchi" González. Luego, cada uno de ellos pasaría a uno de los dos grandes del fútbol uruguayo: Gónzalez a Nacional y Romero a Peñarol, pese a que Lucho era hincha del equipo tricolor.

### Pasaje por Peñarol
En 1995, llegó al Club Atlético Peñarol donde logró convertirse en ídolo de la afición aurinegra, debido a los logros de su equipo (obtuvieron un segundo Quinquenio para el club) y en especial la importancia de sus goles (marcó muchos goles clásicos ante Nacional). 
En Peñarol, Romero supo aprovechar muy bien sus condiciones de gran cabeceador para aprovecharse de los precisos centros de Pablo Bengoechea, y se convirtió en un predilecto del entrenador Gregorio Pérez, que lo llevó con él cuando fue a dirigir al Cagliari de Italia.

#### Polémica con Peñarol
En su tercer pasaje por el equipo carbonero, sucedido luego de su pasaje por el fútbol de China, Romero se vio envuelto en una polémica disputa con el entonces presidente aurinegro, el Contador José Pedro Damiani. Romero reclamaba una suma de dinero que debía cobrar según la cantidad de partidos que jugara, mientras Damiani se negaba a pagarle argumentando que no había cumplido el tiempo estipulado en el contrato, aunque la AUF falló a favor del futbolista. 
Finalmente, Romero presentó una acción judicial contra Peñarol reclamando los 150.000 dólares que se le adeudaban, y en el año 2003, el club fue embargado.

### Jugando en Nacional
En 2004 el entrenador tricolor, Santiago Ostolaza, se interesó en contar con él, y el representante del futbolista declaró a la prensa que Romero estaba "desesperado por incorporarse a Nacional" y que tenía "la sangre en el ojo con Peñarol".
Así, el futbolista vistió la camiseta de Nacional y el 5 de diciembre de 2004 disputó un nuevo clásico del fútbol uruguayo, esta vez contra el club que lo catapultó en su carrera deportiva. 
Peñarol vencía 2:0 con dos goles de Carlos Bueno, pero Romero ingresó desde el banco de suplentes y en pocos minutos fue vital para la remontada del equipo, marcó el descuento y el empate, y le cedió el pase a Sebastián Abreu para que este marcara el 3:2 final para el Bolso. La historia se revertía: Romero que tantas veces había sido vital para triunfos épicos de Peñarol sobre Nacional, ahora lo lograba desde la vereda de enfrente. 
Jugó en Nacional durante dos años, y logró dos Campeonatos Uruguayos (2005 y 2005-06).

## Clubes
| Club             | País    | Año       |
| ---------------- | ------- | --------- |
| Sud América      | Uruguay | 1989-1991 |
| Basáñez          | Uruguay | 1992-1994 |
| Peñarol          | Uruguay | 1995-1996 |
| Cagliari         | Italia  | 1996-1997 |
| Peñarol          | Uruguay | 1997-1998 |
| Shandong Taishan | China   | 1999      |
| Peñarol          | Uruguay | 2000-2001 |
| Central Español  | Uruguay | 2002      |
| Alianza Lima     | Perú    | 2002      |
| Central Español  | Uruguay | 2003      |
| Nacional         | Uruguay | 2004-2006 |
| River Plate      | Uruguay | 2006      |
| Cerro Largo      | Uruguay | 2006-2007 |

## Palmarés

### Campeonatos nacionales
| Título              | Club             | País    | Año     |
| ------------------- | ---------------- | ------- | ------- |
| Segunda División    | Basáñez          | Uruguay | 1993    |
| Campeonato Uruguayo | Peñarol          | Uruguay | 1995    |
| Campeonato Uruguayo | Peñarol          | Uruguay | 1996    |
| Campeonato Uruguayo | Peñarol          | Uruguay | 1997    |
| Superliga de China  | Shandong Taishan | China   | 1999    |
| Popa de China       | Shandong Taishan | China   | 1999    |
| Campeonato Uruguayo | Nacional         | Uruguay | 2005    |
| Campeonato Uruguayo | Nacional         | Uruguay | 2005-06 |